# Autoridad Nacional del Ladino
La Autoridad Nacional del Ladino (en judeoespañol: Autoridad Nasionala del Ladino, ANL), fue creada en 1997 y es un órgano encargado del estudio de la lengua judeoespañola, de su protección y conservación. Esta institución edita periódicamente la revista Aki Yerushalayim, totalmente impresa en judeoespañol y que contiene artículos de interés para la comunidad sefardí. En 2010, el Ministerio de Cultura de Israel decidió disolver la Autoridad Nacional del Ladino, a pesar de la oposición de dicha institución, para integrarla en la Dirección General para el Legado de las Comunidades de Israel.

## Objetivos
Los objetivos que se marca la ANL son los siguientes:
- Difundir el conocimiento de la cultura judeoespañola en todas sus formas, promoviendo de esta forma la investigación de esta cultura, su enseñanza y su difusión, entre otras en los medios de comunicación.
- Ayudar a la fundación y al robustecimiento de instituciones activas en el campo de la cultura judeoespañola.
- Promover, animar y ayudar a la recopilación, documentación y catalogación de los tesoros de la literatura judeoespañola.
- Promover, animar y ayudar a la edición de libros de autores contemporáneos que escriben sobre temas de la cultura judeoespañola.
- Organizar y promover actividades de información y esclarecimiento sobre las comunidades sefardíes que fueron exterminadas en la shoá y las graves consecuencias que esto tuvo para la cultura judeoespañola.